# Братусь, Александр Сергеевич
Александр Сергеевич Братусь (род. 1940) — математик, доктор физико-математических наук, профессор кафедры системного анализа факультета ВМК МГУ, заведующий кафедрой прикладной математики в 1998 – 2018 гг.,  профессор кафедры «Цифровые технологии управления транспортными процессами» Московского института инженеров транспорта.

## Биография
Родился 12 апреля 1940 года в Москве. По окончании московской школы № 265 работал осветителем, а затем помощником кинооператора на Центральной студии документальных фильмов (ЦСДФ). Поступил (1961) на математико-механический факультет Ленинградского государственного университета. Перевёлся (1963) на механико-математический факультет МГУ, который окончил в 1966 году. Окончил аспирантуру отделения математики
по кафедре дифференциальных уравнений (1969).
Кандидат физико-математических наук (1972), тема диссертации: «Априорные оценки для дифференциальных и псевдодифференциальных операторов с параметром главного типа» (научный руководитель В. В. Грушин). Доктор физико-математических наук (1989), тема диссертации: «Задачи управления коэффициентами эллиптических систем и их приложения». Учёное звание — профессор (1989).
Работал в Институте проблем механики АН СССР (1969—1976). Работает (с 1976) в Московском институте инженеров транспорта, где заведует кафедрой прикладной математики (с 1998). Председатель учёного совета по защите диссертаций по специальности 05.13.18 в МИИТе. Работал (1993—1996) в Международном Научном Фонде (фонд Сороса), сначала научным секретарём по математике, а затем директором программы.
В Московском университете работает по совместительству в должности профессора кафедры системного анализа факультета вычислительной математики и кибернетики (с 1994). В 1999 году читал курс лекций в  Вустерском политехническом институте (США), в 2006 и 2008 годах — в университете Мангейма (Германия).
Основные научные результаты связаны с задачами управления динамическими системами под действием случайных возмущений, задачами управления спектральными характеристиками распределённых систем, исследованиями устойчивости неконсервативных систем, исследованиями математических моделей в задачах биологии и экологии.
Подготовил 9 кандидатов наук. Автор более 110 научных работ.